# Festival dei popoli
Il Festival dei popoli è un festival cinematografico organizzato dall'omonima associazione senza scopo di lucro "Festival dei popoli", fondata nel 1959 a Firenze da un gruppo di studiosi di scienze umane: antropologi, sociologi, etnologi e mass-mediologi. L'associazione è impegnata da oltre sessant'anni nella promozione e nello studio del cinema di documentazione sociale. 
L'attività dell'associazione consiste in primo luogo nell'organizzare quello che è uno dei principali festival internazionali del film documentario in Italia.

## Storia
Sin dai suoi esordi, il Festival dei popoli ha assunto la connotazione di un evento di portata internazionale, ricevendo attenzione da parte di autori e case di produzione di tutto il mondo. Il deposito delle opere pervenute anno dopo anno è andato a formare una raccolta, unica nel suo genere, e la costituzione del nucleo della cineteca (338 pellicole, 35 e 16mm) cui si è successivamente andata ad aggiungere una videoteca in continua crescita (oltre 23.000 tra video e pellicole). Le copie sono corredate da materiale cartaceo e fotografico. Grazie a questo patrimonio, unico per specificità, qualità e quantità, l'attività permanente dell'Istituto si ramifica in una serie di iniziative a livello locale, nazionale e internazionale (come l'edizione statunitense del festival, tenutesi dal 2008 al 2010 presso l'Anthology Film Archives di New York) ed è attivo nel campo della formazione, organizzando corsi e workshop rivolti a film-maker e aspiranti documentaristi.
Affiancato all'archivio audiovisivo, l'archivio cartaceo è composto da materiale editoriale di varia natura: riviste, libri, articoli, recensioni, interviste, pressbooks, fotografie, sinossi, schede tecniche, bio-filmografie degli autori. Nel corso del tempo è stata anche messa insieme una biblioteca di settore che conta circa 1.700 titoli e che si compone di libri e riviste dedicati al documentario e al cinema in generale (saggi, trattati teorici, monografie, scuole e correnti stilistiche, ecc.) in italiano e in altre lingue, principalmente inglese, francese e tedesco.
Nel corso di oltre sessant'anni di attività, il Festival dei popoli ha visto passare sui propri schermi la migliore produzione documentaria a livello internazionale e ha fatto conoscere al suo pubblico i più noti cineasti del settore: Jean Rouch, Vittorio De Seta, D. A. Pennebaker, Richard Leacock, Gianfranco Mingozzi, Lindsay Anderson, Abbas Kiarostami, Nagisa Ōshima, Ian Dunlop, Cecilia Mangini, Fred Wiseman, Artavazd Pelechian e molti altri. In particolare si ricordano le retrospettive dedicate a Jean Renoir, Jean-Luc Godard, John Cassavetes, Ken Loach, Nagisa Ōshima, Aleksandr Sokurov, Jørgen Leth, Claire Simon, Thomas Heise, Peter Mettler, Isaki Lacuesta, Jos De Putter, Marcel Lozinski, Pawel Lozinski, Sergio Oksman, Danielle Arbid, Roberto Minervini, Sergei Loznitsa, Radu Jude, Tizza Covi e Rainer Frimmel, Nicolas Klotz e Elisabeth Perceval.
Convegni e tavole rotonde, considerati parte integrante della manifestazione, hanno consentito ad esponenti di spicco dei vari rami delle scienze sociali di incontrarsi a Firenze: dall'antropologia alla sociologia, all'urbanistica, alle scienze della comunicazione, all'evoluzione del linguaggio cinematografico nel corso degli ultimi cinquanta anni. Attraverso le sue sezioni tematiche, il Festival dei popoli si è occupata di volta in volta di architettura e di evoluzione del paesaggio urbano, di tematiche legate all'immigrazione, ai nuovi culti, ai rapporti fra medicina occidentale e medicine tradizionali, all'acqua come risorsa indispensabile, alla famiglia del terzo millennio.
In occasione del suo 50º anniversario (2009) il festival ha presentato la retrospettiva "The Feeling of Being There. 1958-1965: sette anni di cinema documentario", selezione di ventiquattro cortometraggi che hanno segnato la storia del cinema documentario in un periodo di grande fervore creativo che corrisponde alla nascita del Festival dei popoli . Un percorso indicativo delle linee di forza che hanno attraversato (e continuano ad attraversare) il cinema moderno. Con la 60ª edizione è stata inaugurata la sezione "Diamonds Are Forever" dedicata ai classici del cinema documentario selezionati dall'archivio del festival che consta di oltre quindicimila titoli.
Il festival si tiene nel mese di novembre presso il Cinema La Compagnia di Firenze e nelle sale dello Spazio Alfieri e del Cinema Stensen.
Dal 2008 al 2010 il direttore artistico del Festival è stato Luciano Barisone. Dal 2011 la direzione artistica è passata a Maria Bonsanti e Alberto Lastrucci, dal 2013 ad Alberto Lastrucci. Nel 2020 sono stati nominati Claudia Maci come Direttrice organizzativa e Alessandro Stellino come Direttore artistico.
Attualmente, l'ultima edizione (65ª edizione) del Festival dei popoli si è tenuta a Firenze dal 2 al 10 novembre 2024.

## Sezioni
- Concorso Internazionale
- Concorso Italiano
- Eventi speciali
- Fuori concorso
- Habitat
- Let the Music Play!
- Popoli for Kids and Teens
- Diamonds Are Forever
- Doc at Work - Future Campus

## Premi
La giuria internazionale assegna i seguenti premi:
- Premio al miglior lungometraggio
- Premio al miglior mediometraggio
- Premio al miglior cortometraggio
- Targa "Gian Paolo Paoli" al miglior film antropologico

La giuria italiana assegna i seguenti premi:
- Premio al miglior film del Concorso Italiano

Altri riconoscimenti sono: premio di distribuzione CG Entertainment, premio distribuzione on demand CG Digital, premio distribuzione in sala “Gli Imperdibili”, premio distribuzione in sala "Il Cinemino", TËNK: premio distribuzione SVOD, premio MYmovies.it – Il cinema dalla parte del pubblico, premio SudTitles "Il cinema per tutti".